# Maéva Clemaron
Maéva Clemaron (Viena del Delfinat, departament d'Isèra, 10 de novembre de 1992) és una futbolista francesa que juga actualment al club anglès Everton Ladies.
Fa de migcampista i és jugadora a la Selecció femenina de futbol de França. El 2 de maig de 2019, va ser convocada entre les 23 jugadores que havien de disputar la copa del món 2019.
L'11 de juliol de 2019, va signar amb el seu actual club, membre de la FA Women's Super League, un contracte de dos anys.
A més a més, és arquitecta, diplomada per l'Escola Nacional Superior d'Arquitectura de Saint Étienne.